# ریچارد اف ناتونسکی
ریچارد اف ناتونسکی، سپهبد بازنشسته تفنگداران دریایی ایالات متحده است که در گذشته فرمانده نیروهای سپاه تفنگداران دریایی ایالات متحده بوده‌است.  وی این پست را در اوت ۲۰۰۸ به عهده گرفت، وی قبل از سال ۲۰۰۶ به عنوان معاون فرماندهی برنامه‌ها، سیاست‌ها و عملیات سپاه تفنگداران دریایی ایالات متحده شناخته شده بود. او در ۸ سپتامبر ۲۰۱۰ بازنشسته شد.

## حرفه
با اتمام مدرسه مقدماتی در سال ۱۹۷۴، ناتونسکی به عنوان فرمانده دسته و افسر اجرایی در شرکت اچ، گردان دوم تفنگداران چهارم خدمت کرد. وی در آنجا در عملیات تخلیه غیر رزمی در کامبوج (عملیات عقاب کشیدن) و در ویتنام جنوبی (عملیات باد مکرر) شرکت کرد. ناتونسکی در ژوئیه ۱۹۷۵ استخدام نیروهای تفنگداران دریایی سن دیگو، به عنوان فرمانده سری در شرکت ای، گردان یکم آموزش استخدام و سپس به عنوان افسر عملیات منصوب شد. در آوریل ۱۹۷۸، کاپیتان ناتونسکی به پادگان دریایی هشتم منتقل شد، جایی که او به عنوان افسر اجرایی و فرماندهی خدمت می‌کرد.
در ژوئیه ۱۹۸۲، وی به عنوان افسر عملیات گردان یکم، نیروی دریایی پنجم در کمپ پندلتون، کالیفرنیا منصوب شد. سرگرد ناتونسکی در ژوئیه ۱۹۸۴ به سپاه تفنگداران دریایی ملحق شد و در آنجا در بخش برنامه‌ها، سیاست‌ها و عملیات در بخش نیازهای رزمی زمینی خدمت کرد. وی از سال ۸۸ تا ۱۹۸۷در دانشکده فرماندهی و ستاد سپاه تفنگداران دریایی حضور یافت.
در ژوئیه ۱۹۹۱، سرهنگ دوم، ناتونسکی به لشکر دوم تفنگداران ملحق شد و در آنجا به عنوان افسر اجرایی هنگ ۲ تفنگداران دریایی خدمت کرد. وی به عنوان فرمانده در، مأموریت امداد بشردوستانه برای مهاجران هائیتی در کوبا و عملیات بازگرداندن امید و عملیات ادامه امید در سومالی شرکت کرد. او دوره خود را در بخش به عنوان معاون جی-۳ به پایان رساند.

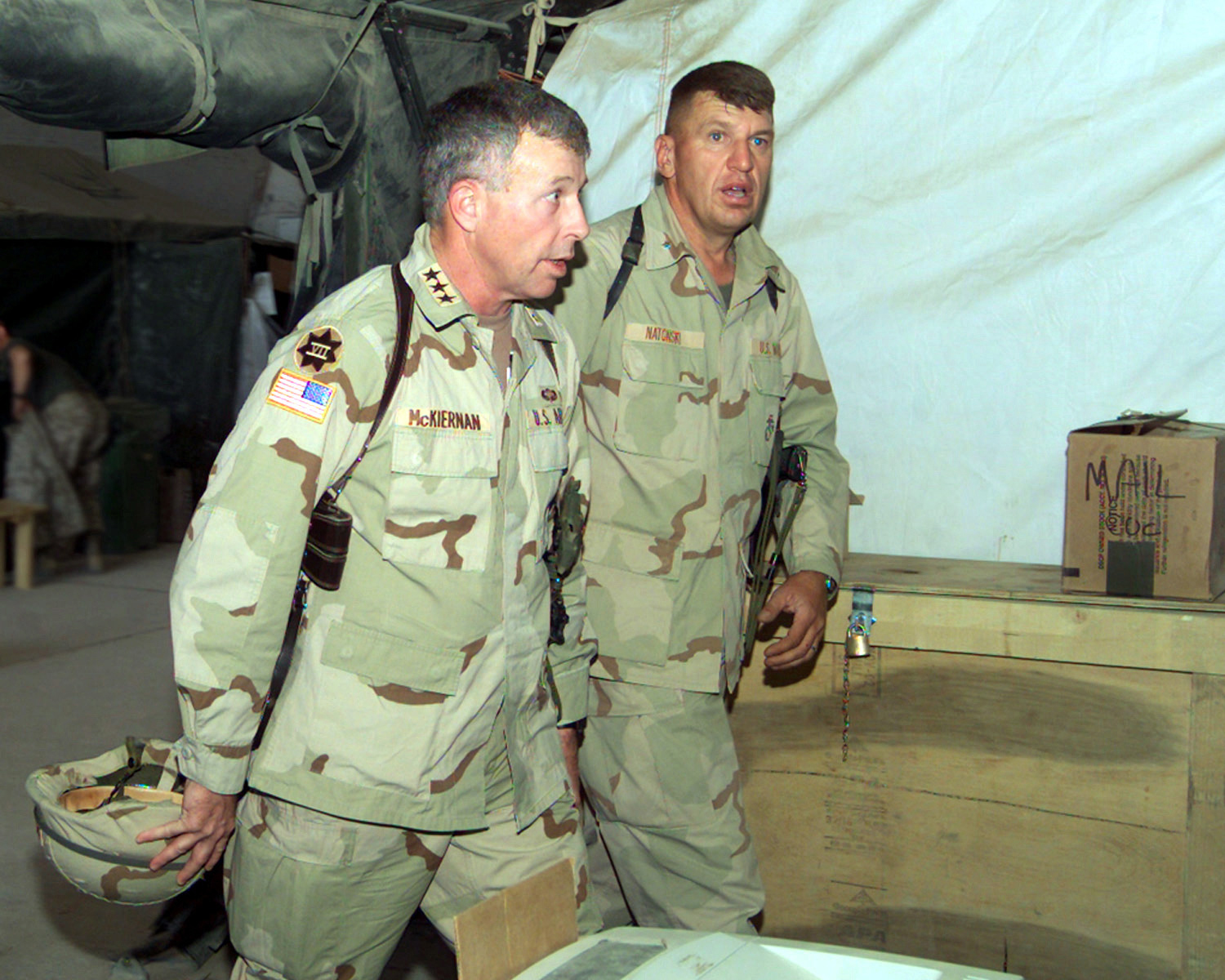
ناتونسکی با دیوید دی مک کیرنان در ماه مه ۲۰۰۳

وی از سال ۹۵ تا ۱۹۹۴ در دانشکده دفاعی ناتو در رم ایتالیا گذراند. ناتونسکی به عنوان یک سرهنگ در بخش عملیات نیروی اعزامی دوم تفنگداران دریایی خدمت می‌کرد تا زمانی که در اکتبر ۱۹۹۵ فرماندهی واحد ۲۴ اعزامی نیروی دریایی را بر عهده گرفت. ناتونسکی به عنوان سرهنگ دوم به بوسنی اعزام شد و از عملیات در بوسنی و کویت پشتیبانی می‌کرد. در ماه مه ۱۹۹۸، او فرماندهی را رها کرد و به ستاد مشترک پنتاگون راه یافت و در آنجا به عنوان رئیس بخش فرماندهی مرکزی، اداره عملیات ستاد مشترک (جی-۳) منصوب شد. در مرکز فرماندهی. سرتیپ ناتونسکی پس از گشت و گذار در ستاد مشترک، ابتدا به عنوان مدیر بخش استراتژی و برنامه‌ها و سپس به عنوان مدیر بخش عملیات در برنامه‌ها، سیاست‌ها و بخش عملیات سپاه تفنگداران دریایی ستاد خدمت کرد.

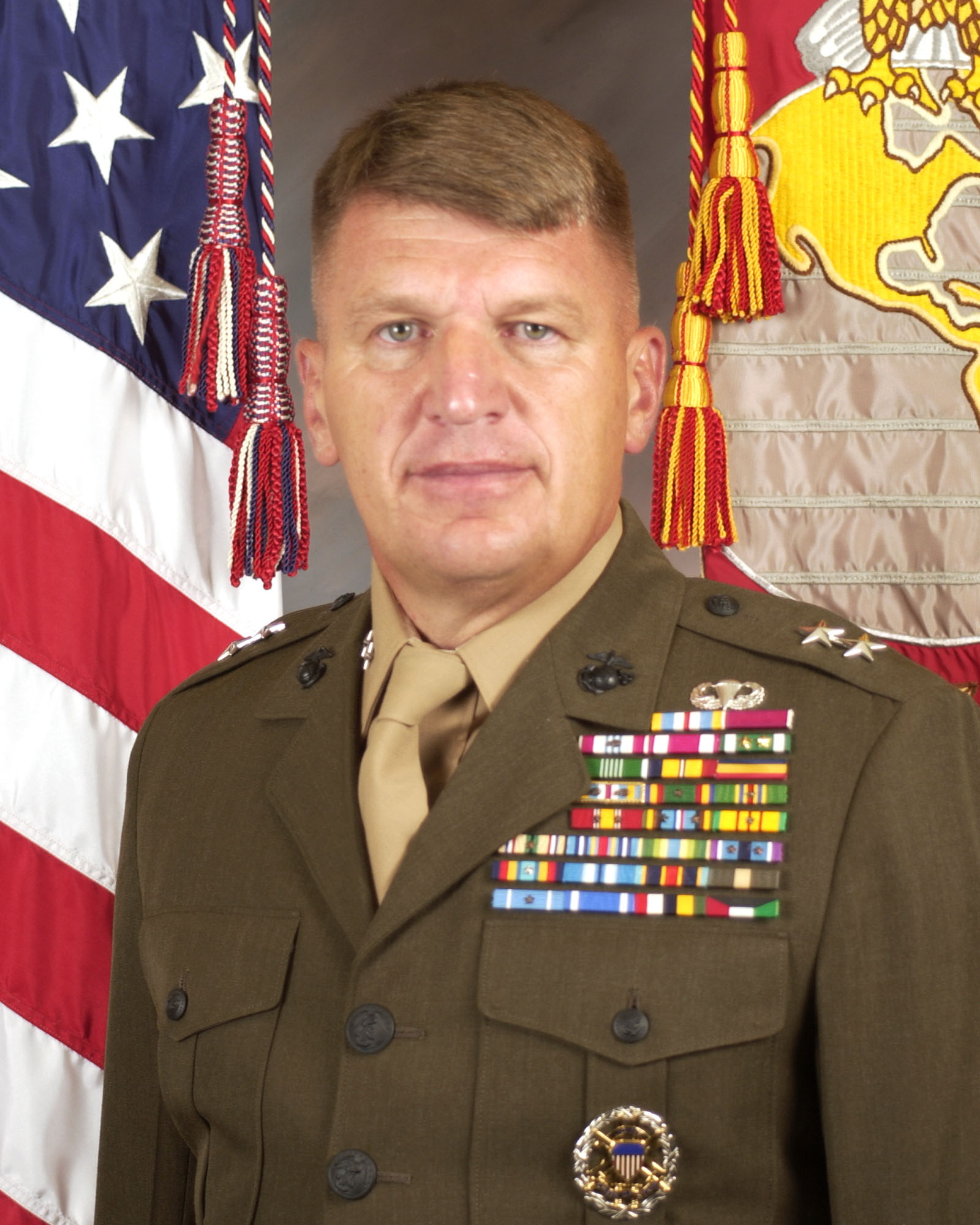
ناتونسکی به عنوان سرلشکر در اوت ۲۰۰۴

سرتیپ ناتونسکی فرماندهی تیپ ۲ اعزامی تفنگداران دریایی را در ژوئن ۲۰۰۲ به عهده گرفت. از ژانویه تا ژوئن ۲۰۰۳، برای پشتیبانی از عملیات آزادی عراق مستقر شد. وی در جنگ ناصریه جنگید و در نجات جسیکا لینچ نقش داشت.
در ۱۲ ژوئن سال ۲۰۰۶، وزیر دفاع ایالات متحده اعلام کرد که رئیس‌جمهور جورج دبلیو بوش ناتونسکی را برای انتصاب به مقام دریافت سپهبد بود.  ناتونسکی پس از بازنشستگی در ۷ نوامبر ۲۰۰۶ معاون فرمانده شد.
در ۸ سپتامبر ۲۰۱۰، ناتونسکی با نامه امضا شده از رئیس‌جمهور باراک اوباما بازنشست شد، ناتونسکی ۳۷ سال در نیروی دریایی ارتش خدمت کرد.

## نشان‌ها
|  |  |  |  |
|  |  |  |  |

|             | Bronze oak leaf cluster |             |  |
|             |                         |             |  |
|             |                         |             |  |
| Bronze star | Bronze star             | Bronze star |  |
|             |                         |             |  |
|             |                         |             |  |
| Bronze star |                         |             |  |
|             |                         |             |  |